# Vytautas Einoris
Vytautas Einoris (* 7. Februar 1930 in Urnėniškis, Rajon Kupiškis; † 7. Januar 2019 in Kaunas) war ein litauischer Agronom und Politiker.

## Leben
Vytautas Einoris hatte 11 Geschwister. 1948 war er Agrotechniker der Wolost Kupreliškis.
Von 1949 bis 1952 besuchte er die Landwirtschaftsschule in Vabalninkas und von 1957 bis 1959 das Technikum für Mechanisation und Elektrifizierung der Landwirtschaft in der litauischen Hauptstadt Vilnius. 1965 absolvierte er ein Diplomstudium der Agronomie an der Fakultät für Wirtschaft der Landwirtschaftsakademie Litauens in Kaunas.
Von 1970 bis 1981 war Vytautas Einoris sowjetlitauischer Vizeminister für Landwirtschaftsproduktion, von 1981 bis 1985 Minister für Obst- und Gemüsewirtschaft, und im wieder unabhängig gewordenen Litauen von 1993 bis 1994 Botschafter in Kasachstan sowie von 1994 bis 1996 Landwirtschaftsminister Litauens. In den Jahren 1995, 1996 und von 2000 bis 2004 war er Mitglied des Seimas.
Ab 1990 war Einoris Mitglied der Demokratischen Arbeitspartei Litauens und zeitweise deren stellvertretender Vorsitzender.

## Quelle
- 2008 m. Lietuvos Respublikos Seimo rinkimai – Lietuvos socialdemokratų partija – Iškelti kandidatai (Memento vom 3. November 2013 im Internet Archive)